# Auburn (Michigan)
Auburn é uma cidade localizada no estado americano de Michigan, no Condado de Bay.

## Demografia
Segundo o censo americano de 2000, a sua população era de 2011 habitantes. 
Em 2006, foi estimada uma população de 2050, um aumento de 39 (1.9%).

## Geografia
De acordo com o United States Census Bureau tem uma área de 
2,6 km², dos quais 2,6 km² cobertos por terra e 0,0 km² cobertos por água. Auburn localiza-se a aproximadamente 188 m acima do nível do mar.

## Localidades na vizinhança
O diagrama seguinte representa as localidades num raio de 20 km ao redor de Auburn. 